# Hylaeus nivalis
Hylaeus nivalis är en biart som först beskrevs av Morawitz 1867.  Hylaeus nivalis ingår i släktet citronbin, och familjen korttungebin. Inga underarter finns listade i Catalogue of Life.